# Olsberg (Moselle)
Pour les articles homonymes, voir Olsberg.
Olsberg est depuis 1812 un écart de la commune française de Breidenbach, dans le département de la Moselle.

## Toponymie
- Olschberg (1751), Holsberg (1756)[1], Olfchberg (1801)[2].
- Olschberch / Olschberj en francique lorrain.

## Histoire

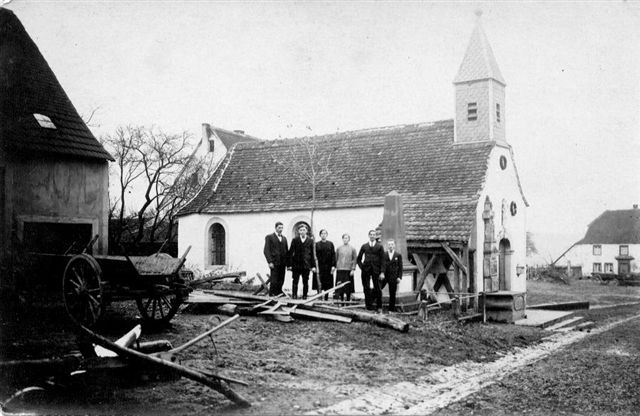
Vue de la chapelle, avant-guerre

Le village souffre particulièrement de la Guerre de Trente Ans, qui réduit presque à néant le nombre de ses habitants.
Étant situé sur la route stratégique reliant Hombourg-la-forteresse  à Bitche, une colonie de Picards francophones vient repeupler ce hameau vers 1686, (fin du XVIIe siècle ), au milieu d'une région au parler francique !
Elle constitua une communauté indépendante faisant partie de la grande paroisse de Loutzviller et devint commune en 1790 jusqu'à son rattachement à Breidenbach en 1812, par décret du 2 juillet.
La ferme Breitsietershof ou Sauerhof, construite en 1825, a contenu un moulin à huile au XIXe siècle.

## Démographie
| 1793 | 1800 | 1806 |
| ---- | ---- | ---- |
| 162  | 159  | 230  |

## Édifice religieux
- Chapelle baroque d'Olsberg, dédiée à saint Antoine de Padoue, construite en 1777 aux frais des habitants du village, à cause de leur éloignement de l'église mère de Loutzviller ; clocher construit en 1962 ; pèlerinage à Saint-Antoine de Padoue

## Sources
- Les moulins et scieries du Pays de Bitche, Joël Beck, 1999.